# Voleĭbolen klub Maritsa
O Voleĭbolen klub Maritsa  (em búlgaro:Волейболен клуб Марица) é um clube de voleibol indoor e outdoor búlgaro fundado em 1950 cuja sede é em Plovdiv (Пловдив).

## História
O departamento de voleibol foi criado em 1950 cujas atividades são de voleibol, como parte integrante da associação esportiva homônima que foi fundada em 1921 como parte da associação esportiva de mesmo nome, fundada em 1921, e o time de voleibol é sucessor do time dos trabalhadores da Fábrica Têxtil Maritza. O seu nome é faz referência ao nome do rio que passa pela cidade de Plovdiv, tanto a citada fábrica e associação são radicadas no distrito ao norte desta cidadã. Tanto a associação esportiva quanto a fábrica estão localizadas no distrito norte de Plovdiv, também conhecido como Karshiyaka., origem da alcunha Karshiyakaliyki, utilizada por anos ter sido usado por muitos anos e o mais conhecido atualmente é  Zhalto-Sinite, referindo-se as cores do clube, amarelo-azul.
Entre os primeiros funcionários do clube estão Metodi Batselov, Marko Shivarov e o treinadora-jogadora e capitã da equipe Irina Garbucheva, e também compunham a equipe: Atanaska Koleva, Ivana Kukova, Irina Gnutova, Lilyana Andreeva, Penka Krasteva e Temenuzhka Parvanova.No ano de 1957 o clube obteve a promoção para disputar a primeira divisão pela primeira vez.
O primeiro  treinador profissional do clube foi contratado em 1960, e foi Georgi Markov assumindo a equipe que era comandada por Irina Garbucheva.Markov estabelece as fundações dos departamentos das categorias de base, criando os primeiros times infantis e juvenis, com alunos da escola secundária Peyo Yavorov e outras instituições escolares da cidade, entre estes talentos ele descobre a jovem Anka Uzunova, a jogadora mais proeminente de toda trajetória do clube, esta foi medalhista de bronze na Olimpíada de Moscou de 1980, medalhista de ouro no Campeonato Europeu de 1981 e de bronze na edição de 1979, servindo a seleção nacional.
Em 1961 conquistou o primeiro título nacional com time principal, e na categoria juvenil o primeiro título ocorreu no campeonato da categoria de 1963, repetindo o feito em 1964.Obteve a primeira medalha de bronze nacional em 1979.Em 1997, chegou pela primeira vez a final da Copa da Bulgária, finalizando com o vice-campeonato.
No início de 2009, o clube é comandado por Diana Malinova, uma jogadora de vôlei, mas também uma das principais jogadoras de vôlei de praia da Bulgária na época, sendo um marco do vôlei de praia nas dependências do clube e no verão daquele ano conquistaram o primeiro troféu da modalidade, o titulo do Campeonato Balcânico realizado na Albânia, época que esta atleta fazia dupla com Rusena Slancheva.
O início da parceria entre Maritza e Intercomplex em 2009, com Iliya Dinkov assumindo a presidência no clube, desencadeou uma nova era de crescimento e desenvolvimento.Em 26 de junho de 2011, Diana Malinova e Diana Filipova conquistaram o primeiro título de campeã nacional feminino no vôlei de praia.
No dia 14 de janeiro de 2012, no Pavilhão Olímpico de Plovdiv, a equipe de vôlei feminino de Maritza conquista o primeiro título da Copa da Bulgária.No outono de 2012, também no Pavilhão Olímpico, organiza o primeiro torneio internacional de vôlei feminino da Copa Plovdiv e conquista o troféu. Esta competição se torna mais forte ao longo dos anos e a equipe da casa ainda não voltou vencer a Copa Plovdiv novamente.
O ano de 2013 traz a Maritza as primeiras medalhas de ouro dos torneios nacionais de vôlei de praia nas categorias Sub-22, com a dupla Teodora Simeonova e Nikol Nikolova e  Sub-18 com a parceria Vangeliya Rachkovska e Tereza Ivanova.
O clube teve uma temporada em 2015 de êxitos, conquistando pela segunda vez a Copa da Bulgária. em 8 de maio deste ano, e venceu pela primeira vez o título do Campeonato Búlgaro e no dia 2 de novembro, a equipe do técnico Ivan Petkov também venceu a Supercopa Búlgara, formando a única tríplice coroa na na história do vôlei búlgaro (em ambos os sexos).
No vôlei de praia a dupla Diana Malinova e Diana Filipova conquistou o título na edição do Campeonato Búlgaro de Vôlei de Praia nos anos de 2011 e a primeira citada ao lado de Rusena Slancheva em 2013, com esta jogadora ainda ficaram com os vice-campeonatos nos anos de 2009 e 2016, mesmo resultado obtido com Diana Filipova em 2012 e com Evelina Tcholakova na edição dop ano de 2010, e a dupla Teodora Simeonova e Dani Naydenova conquistaram o bronze no ano de 2016; e o clube terminou com o vice-campeonato na Liga Nacional de Clubes de Vôlei de Praia em 2016.
No outono de 2016 torna-se no primeiro time búlgaro na história a participar da Liga dos Campeões de Voleibol e chegou a se classificar para fase de grupos, fazendo história novamente. Em 2017, pela primeira vez, a dupla do clube Lora Slavcheva e Nikol Duleva conquista a medalha de ouro no campeonato búlgaro de Vôlei de Praia Sub-20.

### Títulos conquistados
Campeonato Búlgaro
- Campeão:2014-15, 2015-16,  2016-17 e 2017-18[3]
- Vice-campeão:2009-10, 2010-11 e 2013-14[3]
- Terceiro posto:1978-79, 1995-96 e 2011-12[3]

 Copa da Bulgária
- Campeão: 2011-12, 2014-15, 2016-17 e 2017-18[3]
- Vice-campeão:1996-97, 2000-01, 2010-11 e 2015-16[3]
- Terceiro posto:1998-99 e 1999-2000[3]

  Supercopa Búlgara
- Campeão: 2014-15[3]

 Copa Internacional de Plovdiv
- Campeão: 2012[3]
- Vice-campeão: 2016[3]
- Terceiro posto: 2013 e 2014[3]

 Liga dos Campeões da Europa
 Copa CEV
 Challenge Cup
 Mundial de Clubes